# 武田弘道
武田弘道（たけだ・ひろみち、1919年9月 - 1984年6月）は日本の哲学者、論理学者

## 経歴
- 1940年、北海道大学予科医類終了。
- 1942年、京都大学文学部哲学科卒業。
- 1949年、大阪市立大学法文学部助教授。
- 1966年、大阪市立大学文学部教授。
- 1983年、大阪市立大学定年退職。

## 学風
戦後の哲学界に分析哲学と記号論理学を紹介した第一世代の一人。カール・ポパーの主著で浩瀚なる『自由社会の哲学とその論敵』を翻訳出版して（1963年、1973年）令名を高める。海外の哲学者との交友も多く、学会では海外研究者の講演のときには、通訳をした。
三宅剛一の言葉「多く考え、少なく書け」を地でいった人であった。

## 著書

### 単著
- 『西洋哲学史概説――タレースよりヘーゲルまで』種智院大学、1949年
- 『現代の論理学』法律文化社、1967年

### 共著
- 『論理学入門――論理学と論理算』ミネルヴァ書房、1949年
- 『フランス百科全書の研究』岩波書店、1954年
- 『科学理論と自然科学』講座哲学体系第3巻、人文書院、1963年
- 『論理学の基礎Ⅰ』ミネルヴァ書房、1970年

### 訳著
- Ｋ・Ｒ・ポッパー『自由社会の哲学とその論敵――ヘーゲル・マルクス批判（1）』泉屋書房、1963年、※原著第2巻の翻訳
- Ｋ・Ｒ・ポッパー『自由社会の哲学とその論敵』世界思想社、1973年、※原著第1巻、第2巻の合本

### 共訳著
- 『哲学と歴史――東大「アメリカ研究」セミナー公開講義』東京大学出版会、1956年
- 『科学と現代文化』創文社、1959年
- 『科学と現代文化』第2巻、創文社、1961年
- 『科学と現代文化』第3巻、創文社、1962年